# Loanne Duvoisin
Pour les articles homonymes, voir Duvoisin.
Loanne Duvoisin, née le 12 avril 1998 à Les Geneveys-sur-Coffrane, est une triathlète suisse. Elle est spécialisée dans le cross triathlon et la série Xterra.

## Biographie
Loanne Duvoisin est sacrée championne du monde espoirs (U23) de cross triathlon en 2019 à Pontevedra ; elle termine également quatrième de l'épreuve seniors de ces Mondiaux.
Aux championnats d'Europe de triathlon cross 2021, elle est médaillée d'or en espoirs. Elle prend également la seconde place des championnats du monde de Xterra Triathlon à Maui.
La même année, aux championnats du monde à Guijo de Granadilla, elle remporte son premier titre international en élite en devenant championne du monde de triathlon cross. 
En 2023, elle prend la seconde place et la médaille d'argent des championnats du monde de triathlon cross 2023 à Ibiza.

## Palmarès
Le tableau présente les résultats les plus significatifs (podium) obtenus sur le circuit national et international de triathlon cross depuis 2018.
| Année | Compétition                               | Pays       | Position          | Temps           |
| ----- | ----------------------------------------- | ---------- | ----------------- | --------------- |
| 2023  | Championnats du monde de triathlon cross  | Espagne    | Médaille d'argent | 1 h 49 min 41 s |
| 2021  | Championnats du monde de triathlon cross  | Espagne    | Médaille d'or     | 1 h 37 min 42 s |
| 2021  | Championnats du monde Xterra              | États-Unis | Médaille d'argent | 2 h 44 min 59 s |
| 2018  | Championnats de Suisse de triathlon cross | Suisse     | Médaille d'or     | Timing          |